# Iberochondrostoma almacai
Iberochondrostoma almacai és una espècie de peix cipriniforme de la família dels ciprínids. Va ser descrita per primer cop l'any 2005, i és una espècie que es troba en perill crític d'extinció, especialment per l'extracció d'aigua, la contaminació, la destrucció del seu hàbitat i la introducció d'espècies exòtiques, per bé que s'ha iniciat la seva reproducció en captivitat per tal d'augmentar-ne la població.
És una espècie endèmica del sud-oest de la península Ibèrica, concretament de les conques dels rius Mira, Arade i Bensafrim. Es caracteritza per ser un animal de petites dimensions (uns 14,8 cm de llargada), amb la boca lleugerament arquejada i el cos de color marró clar, amb parts més clares a la zona de l'abdomen i zones més fosques a l'esquena. Les aletes són grisoses, i una línia més fosca recorre els seus laterals. La cua acaba en dues formes lobulades.